# Sjöviksbacken

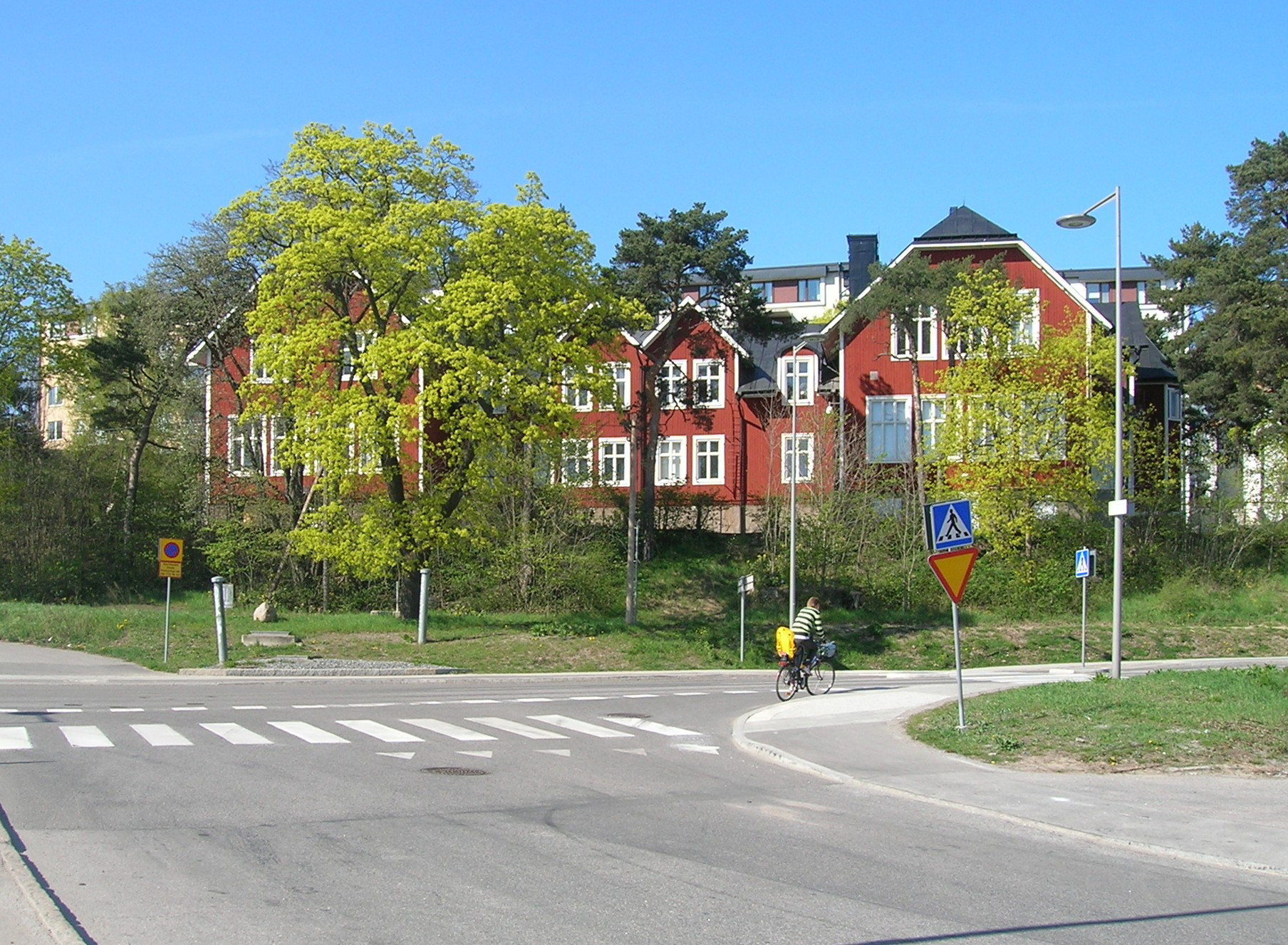
Sjöviksbacken med Årsta gamla skola.

Sjöviksbacken är en gata i stadsdelen Liljeholmen i Söderort inom Stockholms kommun. 
Gatan sträcker sig från en korsning med Årstabergsvägen och Upplagsvägen i sydväst till Sjövikskajen i nordost efter en rondell med Sjöviksvägen. Gatan är cirka 880 meter. Buss 160 (när den åker till och från Liljeholmen) och buss 145 trafikerar en del av gatan. Sjöviksbacken har en hållplats vid namn Hildebergsvägen medan hållplatsen Sjöviksbacken ligger på Årstabergsvägen. Vid Sjöviksbacken 60 ligger Årsta gamla skola från 1904.